# Synallaxe de Patagonie
Pseudasthenes patagonica · Asthène de Patagonie
Espèce
Statut de conservation UICN

 LC  : Préoccupation mineure
Le Synallaxe de Patagonie (Pseudasthenes patagonica), aussi appelée Asthène de Patagonie, est une espèce d'oiseaux de la famille des Furnariidae. C'est une espèce monotypique.

## Répartition
Comme son nom l'indique, cet oiseau vit en Argentine (de San Rafael jusqu'à l'ouest de la péninsule de Stokes).